# Start/stop-system
Start/stop-systemet i en bil er et system, der forhindrer unødvendig udledning af CO2, samt en sparing af bilens brændstof hvis bilen er stoppet i mere end fx 7 sekunder.
Start/stop-systemet registrerer, når bilen holder stille, og hvis føreren af bilen har sat bilens gear i neutral, vil start/stop-systemet stoppe bilens motor. Nogle nyere modeller af biler har et automatisk start/stop-system, der aktiveres, når motorens aktivitet er på et vis minimum. 
Bilen batteri holder alt andet elektricitet i bilen i gang, når start/stop-systemet er aktiveret. 
Motoren starter op igen, når føreren presser koblingen ned. I biler med automatgear starter motoren, når føreren slipper bremsen. 

## Historie
Start/stop-systemet var første gang introduceret af Volkswagen i 1983.  
Mazda forsøgte i 2008 at komplicere metoden med deres Smart Idle Stop System (SISS), der skulle fungere på samme måde som start/stop-systemet, men i stedet være afhængig af startmotoren. Det lykkedes dem ikke, og de gik derfor en mere traditionel rute med deres i-stop.  
Ford annoncerede, at deres start/stop-system ville være tilgængelig i nogle af deres biler fra år 2012. De tilføjede hertil, at systemet ville booste brændstofsøkonomien med 10%. Bilfirmaer som bl.a. Mazda er dog mere koncentreret om EPA resultater, og da deres biler med i-stop kun udgør 1/10 af en procent på the EPA city cycle, vil de stoppe produceringen af biler med start/stop-systemet, indtil det bedre kan betale sig i det store billede.  